# Dom pomocy społecznej

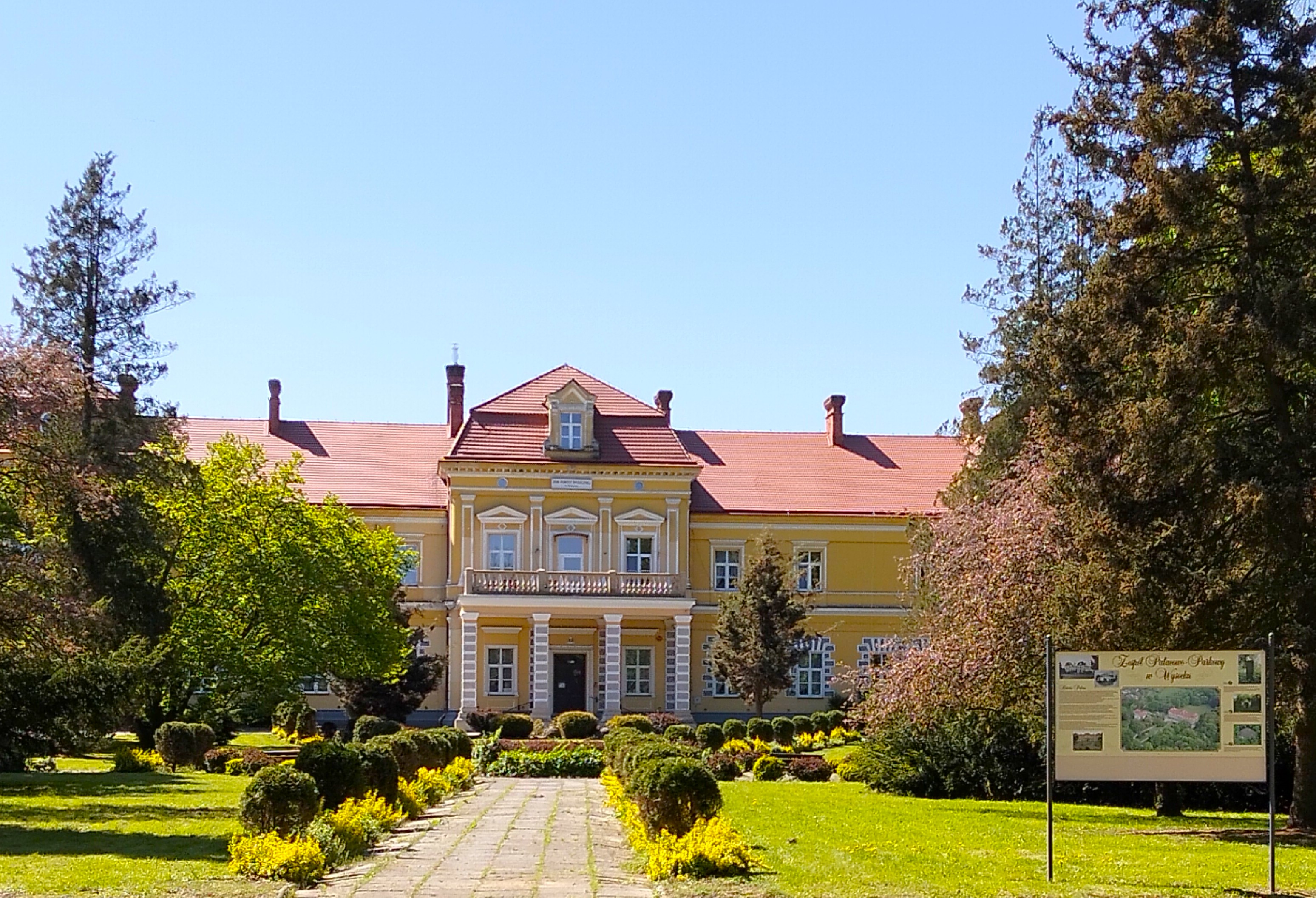
DPS w Wysocku

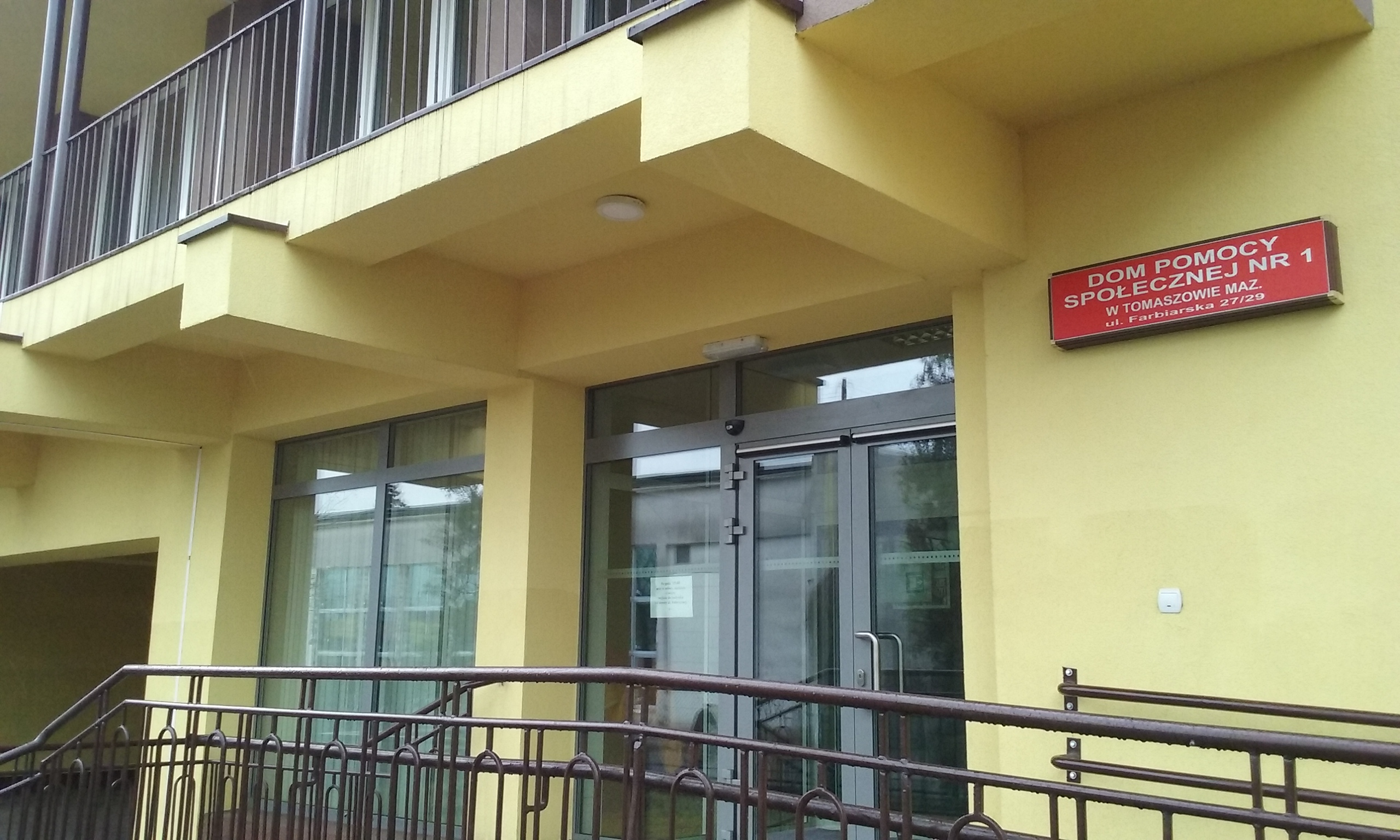
Jeden z Domów Pomocy Społecznej w Tomaszowie Mazowieckim, (województwo łódzkie)

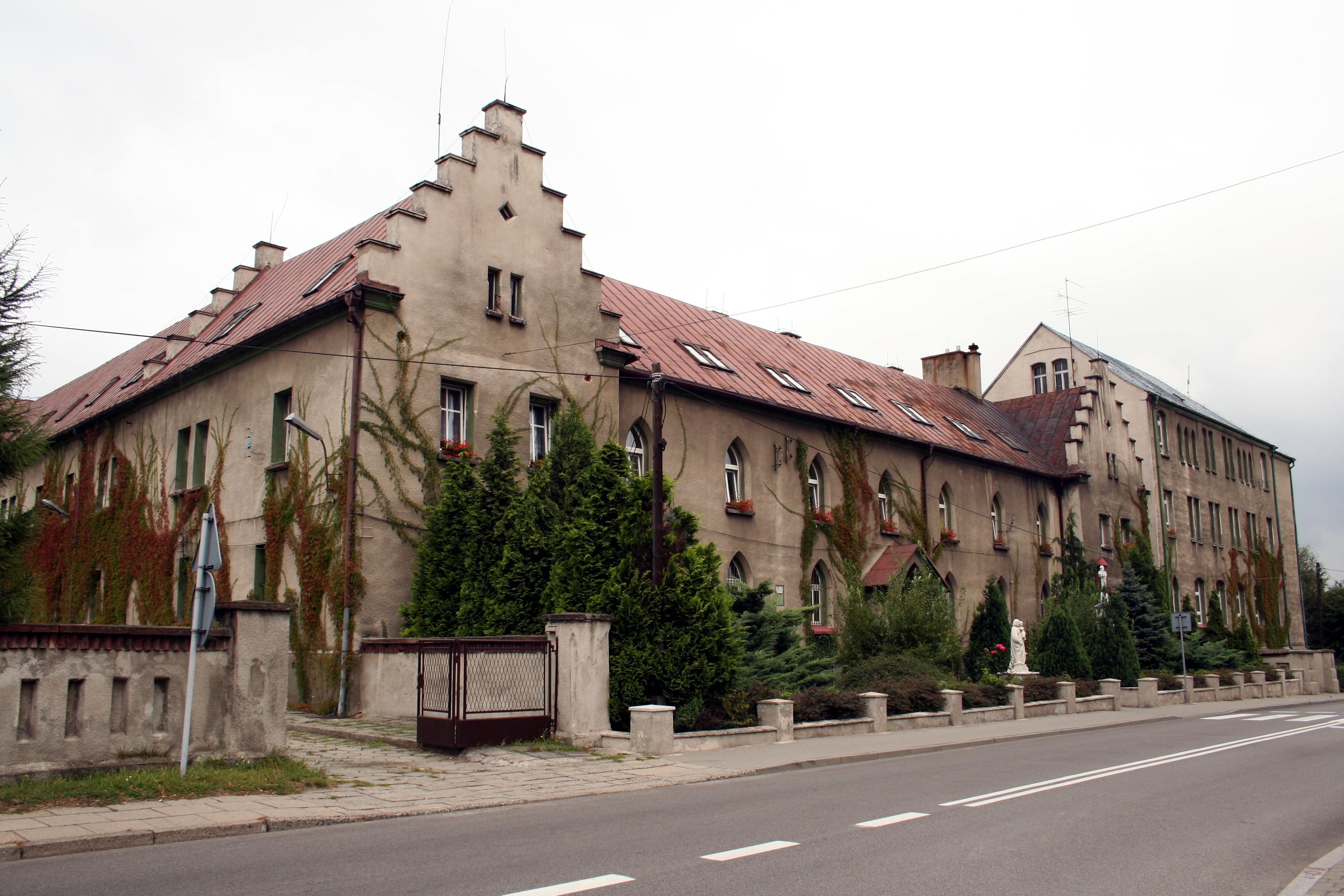
DPS w Lyskach w powiecie rybnickim

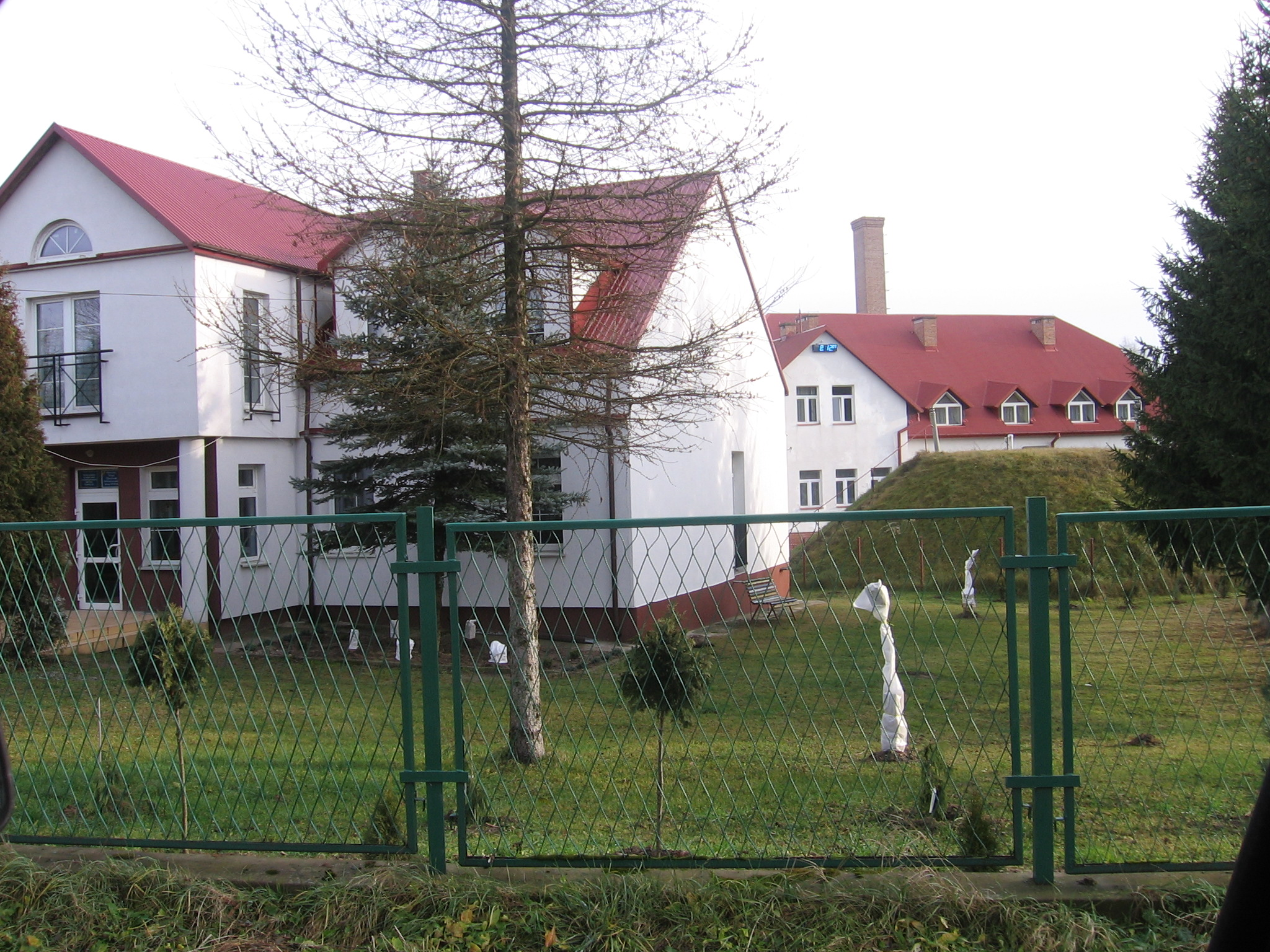
DPS w Kozarzach w powiecie wysokomazowieckim

Dom pomocy społecznej (skr. DPS) lub (dawniej) Dom Opieki – placówka świadcząca usługi bytowe, opiekuńcze, wspomagające i edukacyjne osobom wymagającym całodobowej opieki z powodu wieku, choroby lub niepełnosprawności.

## Historia
Domy pomocy społecznej były dawniej znane w Polsce jako domy opieki.

## Typy
Domy, w zależności od tego dla kogo są przeznaczone, dzielą się na domy dla:
- osób w podeszłym wieku
- osób przewlekle somatycznie chorych
- osób przewlekle psychicznie chorych
- dorosłych niepełnosprawnych intelektualnie
- dzieci i młodzieży niepełnosprawnych intelektualnie
- osób niepełnosprawnych fizycznie
- osób uzależnionych od alkoholu

lub prowadzone łącznie dla:
- osób w podeszłym wieku i chorych przewlekle somatycznie
- osób chorych przewlekle somatycznie oraz niepełnosprawnych fizycznie
- osób w podeszłym wieku i niepełnosprawnych fizycznie
- osób dorosłych oraz dzieci i młodzieży niepełnosprawnych intelektualnie.

## Uprawnieni do prowadzenia domów
Zgodnie z ustawą o pomocy społecznej z 12 marca 2004 roku domy pomocy społecznej
mogą prowadzić:
- jednostki samorządu terytorialnego,
- Kościół katolicki, inne związki wyznaniowe,
- fundacje i stowarzyszenia,
- pozostałe osoby prawne,
- osoby fizyczne.

## Usługi świadczone przez  domy
DPS oferują usługi bytowe, opiekuńcze, wspomagające i edukacyjne.
- Usługi bytowe obejmują zakwaterowanie, wyżywienie oraz utrzymanie higieny.
- Usługi opiekuńcze to pomoc w codziennych czynnościach, opieka zdrowotna i pielęgniarska.
- Usługi wspomagające obejmują terapię zajęciową, wsparcie psychologiczne oraz organizację wydarzeń kulturalno-rekreacyjnych.
- Usługi edukacyjne dotyczą szkoleń i kursów dla mieszkańców.

DPS mogą również świadczyć usługi opiekuńcze dla osób spoza placówki, w tym usługi wsparcia krótkoterminowego w formie pobytu całodobowego lub dziennego, przyznawane na czas określony. Organizacja i zakres usług uwzględniają wolność, intymność, godność i poczucie bezpieczeństwa mieszkańców, dostosowując je do indywidualnych potrzeb.

## Struktura wiekowa mieszkańców domów
W strukturze mieszkańców zakładów stacjonarnych pomocy społecznej w wieku 60 lat i więcej dominowały osoby z najstarszej grupy wiekowej, tj. mające 80 lat i więcej, których udział w 2022 r. wyniósł 39,3%.
Te dane GUS potwierdza raport o demografii i kondycji osób poszukujących miejsca w domach opieki. Miejsca w DPS najczęściej poszukiwane są dla osób wymagających doraźnej opieki (51,4%) lub osób leżących (24%). Zdecydowaną większość stanowią kobiety (63%), cierpiące na różnego rodzaju choroby przewlekłe (92%). Osoby, dla których poszukiwane jest miejsce w DPS, to w przeważającej liczbie przypadków osoby w wieku powyżej 80 roku życia, które stanowią 60% ogółu. W podziale na grupy wiekowe, osoby w wieku 70-79 lat stanowią 25% mieszkańców, osoby w wieku 80-90 lat 40%, a osoby powyżej 90 roku życia 20%.

## Zezwolenia
Organem wydającym zezwolenie na prowadzenie DPS-u jest wojewoda właściwy ze względu na położenie domu.
Zezwolenie jest wydawane wówczas, jeśli ubiegający się o nie:
- spełnia warunki wymienione w ustawie o pomocy społecznej
- spełnia standardy
- przedstawi dokumentację dotyczącą:

1. tytułu prawnego do nieruchomości, na której znajduje się dom
2. spełnienia wymagań określonych w odrębnych przepisach
3. regulaminu organizacyjnego domu pomocy społecznej.

Takie zezwolenie wydaje się na czas nieokreślony po wizytacji obiektu.